# Puig Xoriguer
|  | Per a altres significats, vegeu «Puig Xoriguer (Camprodon)». |

El Puig Xoriguer és una muntanya de 808 metres que es troba al municipi de Ripoll, a la comarca catalana del Ripollès.